# Historia del vino sudafricano

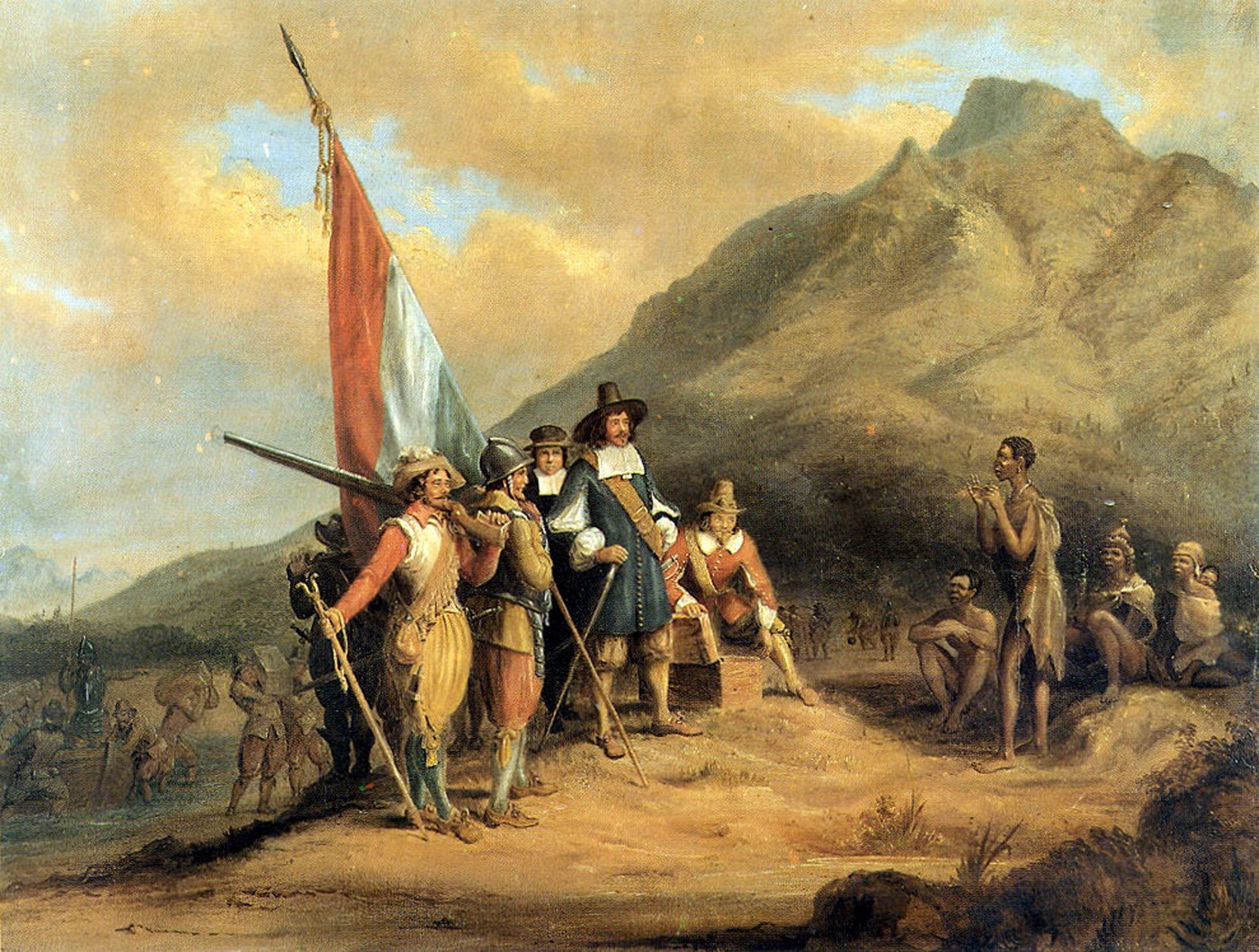
El primer vino producido en Sudáfrica fue elaborado por Jan van Riebeeck en un asentamiento fundado por la Compañía Holandesa de las Indias Orientales.

La historia temprana del vino sudafricano se remonta a la fundación de una estación de suministro en el Cabo de Buena Esperanza por la Compañía Holandesa de las Indias Orientales. Jan van Riebeeck recibió la tarea de administrar la estación y plantar viñedos para producir vino y uvas en el Wijnberg (área de las montañas del vino), que podrían usarse para evitar el escorbuto avlos marineros que continuaban sus viajes por la ruta de las especias. En 1685, otro gobernador del Cabo, Simon van der Stel, compró una gran finca de 750 ha (1900 acres) fundando lo que más tarde se convertiría en la finca vinícola Constantia, de renombre mundial. En el siglo XIX, Sudáfrica cayó bajo el dominio británico, lo que resultó lucrativo para la industria del vino a medida que el vino sudafricano llegaba al mercado británico. Esta prosperidad duró hasta la década de 1860, cuando el Tratado Cobden-Chevalier, firmado por el gobierno de Palmerston y Francia redujo los aranceles preferenciales que beneficiaban al vino sudafricano en favor de las exportaciones de vino francés.
Después de la devastación causada por la epidemia de filoxera a fines del siglo XIX, muchos viñedos fueron replantados con variedades de uva de alto rendimiento como la Cinsaut. A principios del siglo XX hubo un gran exceso de vino, creando un efecto lago de vino que llevó a algunos productores a verter su vino no vendible a los ríos y arroyos locales. Los bajos precios causados por esta dinámica de oferta y demanda desequilibradas llevaron al gobierno sudafricano a financiar la formación de la cooperativa Koöperatieve Wijnbouwers Vereniging van Zuid-Afrika Bpkt (KWV) en 1918. Aunquei Inicialmente establecida como cooperativa, la KWV pronto creció en poder y prominencia, estableciendo las políticas y precios para toda la industria del vino sudafricana. Para hacer frente al exceso de vino, el KWV restringió los rendimientos y fijó precios mínimos, alentando la producción de brandy y vinos fortificados.
Durante gran parte del siglo XX, la industria del vino de Sudáfrica recibió muy poca atención en el escenario mundial. Su aislamiento se intensificó aún más por el boicot a los productos sudafricanos en protesta por el sistema de apartheid del país. No fue sino hasta finales de los años ochenta y noventa, cuando terminó el apartheid y se abrió el mercado de exportación mundial, que los vinos sudafricanos comenzaron a experimentar un renacimiento. Con una curva de aprendizaje muy pronunciada, muchos productores en Sudáfrica adoptaron rápidamente las nuevas tecnologías de viticultura y vinificación. La presencia de enólogos "errantes" (voladores) extranjeros trajo influencias internacionales y se centró en variedades conocidas como Shiraz, Cabernet Sauvignon y Chardonnay. La reorganización de la poderosa cooperativa KWV en una empresa privada generó aún más innovación y mejora en la calidad. Los propietarios de viñedos habían confiado previamente en la estructura de fijación de precios de KWV, que compraba el exceso de uva para su destilación. Ahora tenían que cambiar su enfoque a la producción de vino de calidad para poder competir. En 1990, menos del 30 % de todas las uvas cosechadas se usaban para vinos destinados al mercado de consumo, y el 70 % restante se desechaba, se destilaba como brandy o se vendía como uva de mesa o zumo. Para 2003, estas proporciones se habían revertido, con más del 70 % de las uvas cosechadas ese año llegando al mercado de consumo como vino.

## Asentamiento del Cabo de Buena Esperanza
Cuando Bartolomeu Dias y otros exploradores portugueses llegaron por primera vez el Cabo de Buena Esperanza en el siglo XV, encontraron poca motivación para colonizar la tierra escasa y vacía alrededor del Cabo. A principios del siglo XVII, el puerto comercial holandés de Batavia, en lo que hoy es Indonesia, creció hasta tal tamaño que partían buques comerciales regularmente para el largo viaje desde los Países Bajos a Asia. Los gerentes de la Compañía Holandesa de las Indias Orientales comenzaron a buscar un punto medio lógico en el trayecto para construir una estación de suministro que sirviera a los marineros que viajaban hacia y desde Asia. En 1652, un cirujano holandés llamado Jan van Riebeeck recibió el encargo de construir un fuerte y una comunidad agrícola en el Cabo.
Una de las tareas de van Riebeeck incluía plantar un viñedo, creyendo falsamente que el consumo de uvas y del vino producido a partir de ellas era efectivo para evitar el escorbuto entre los marineros durante los largos viajes por mar. En 1654, la Compañía Holandesa de las Indias Orientales envió esquejes de vid de Van Riebeeck desde Rheingau. Estas vides fueron embaladas en trozos de tela húmeda que afectaron negativamente su capacidad de enraizar en los viñedos del Cabo. Durante el año siguiente llegó una mayor cantidad de esquejes de Bohemia, las Islas Canarias, Francia, Alemania y España. Entre estos estaban el Muscat Blanc à Petits Grains (conocido como "Muscadel francés") y el Muscat de Alejandría, conocido como "Hanepoot", "Hanepop" y "Hanepoot Spanish". En 1659 se produjo con éxito el primer vino sudafricano elaborado con uvas moscadel francesas.
Como la producción era pequeña, el vino producido en el asentamiento del Cabo inicialmente estaba destinado exclusivamente a la exportación al puerto comercial de Batavia. Gradualmente, la Compañía Holandesa de las Indias Orientales permitió a los empleados liberados de la Compañía o vrijburghers, liberados del servicio a la Compañía, comprar tierras y cultivar uvas para su propio consumo. A medida que crecía el mercado del vino del Cabo, la Compañía trajo a un enólogo de Alsacia junto con equipos de vinificación y ua tonelero para hacer barriles de vino de roble. Se construyó una bodega provisional en la granja de Rustenberg, propiedad de la Compañía, cuando la industria vitivinícola sudafricana comenzó a echar raíces.

## Fundación de Constantia

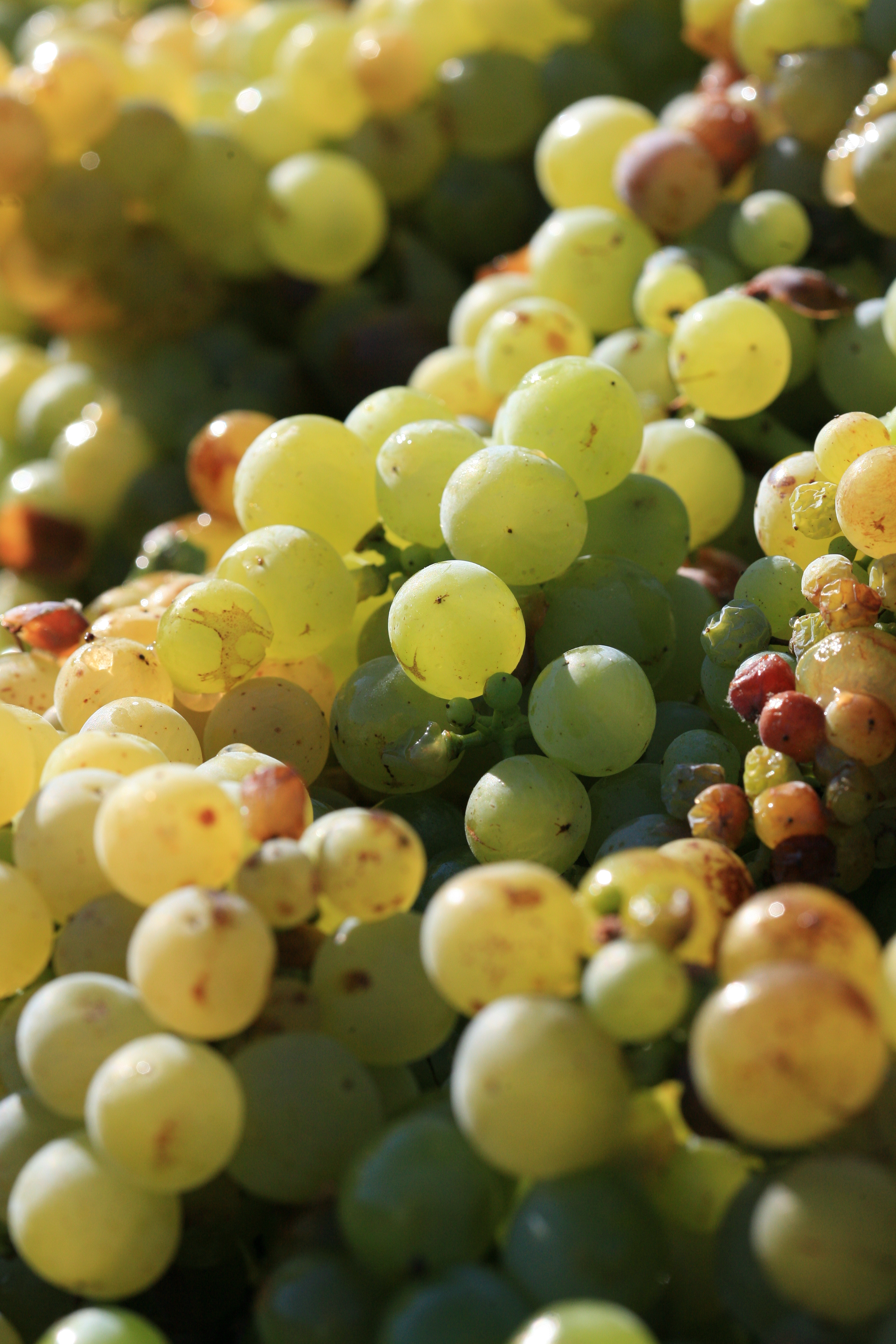
La finca vitivinícola del Cabo de Constantia trajo vino mundial a Sudáfrica para sus vinos Muscat.

En 1679, Simon van der Stel fue designado para suceder a van Riebeeck como gobernador de la Colonia del Cabo. En contra de las regulaciones de la Compañía Holandesa de las Indias Orientales, organizó un acuerdo para una concesión de tierras cerca de Table Mountain de unas 750 ha (1900 acres), 15 veces mayor que la provisión normal de la Compañía. Llamó a esta propiedad Constantia. La leyenda dice que nombró así la finca por su esposa, aunque su nombre era en realidad Johanna. Otras teorías son que el nombre deriva de uno de los barcos de la Compañía Holandesa de las Indias Orientales o posiblemente en honor a las virtudes de la constancia y la fidelidad. Van der Stel se interesó mucho en la producción de vino del Cabo y reclutó a más enólogos franceses para la colonia. Alrededor de sus viñedos plantó filas de roble europeo, árboles que protegerían las viñas de los embates de los vendavales provocados por el Cape Doctor. Los registros muestran que van der Stel importó muchas variedades de uva a su finca, entre ellas la uva de Jerez española Palomino (conocida localmente como "White French"), Chenin blanc (conocida como "Steen") y Semillón (conocida como "Green Grape"). También tenía varias uvas moscatel plantadas, incluyendo Moscatel blanco de grano menudo (que iba desde el color blanco al marrón), moscatel de Alejandría y una variedad roja que probablemente era moscatel negro.
En todo el Cabo, van der Stel estableció altos estándares para la producción de vino. Emitió decretos oficiales que imponían una alta penalización a los productores que cosecharan uvas antes de que estuvieran maduras o fermentaran vino en barriles sucios. La dedicación de Van der Stel a la calidad pronto le valió a los vinos de Constantia, y por asociación al Cabo, una reputación de calidad en toda Europa. El experto en vinos Hugh Johnson describió a Constantia como el primer vino del Nuevo Mundo en disfrutar de la aclamación internacional. Las primeras notas de cata de Batavia en 1692 señalaron que los vinos del Cabo de Constantia eran de la calidad más alta que jamás se había exportado allí. En su obra de 1705, Descripción del Cabo de Buena Esperanza, el escritor holandés Françcois Valentijn señaló que los vinos tintos de Constantia tenían la misma escala de calidad que los mejores vinos persas o Lacryma Christi de Italia. También elogió la calidad del Chenin blanc Steenwyn producido en la finca.

### Declive y resurgimiento

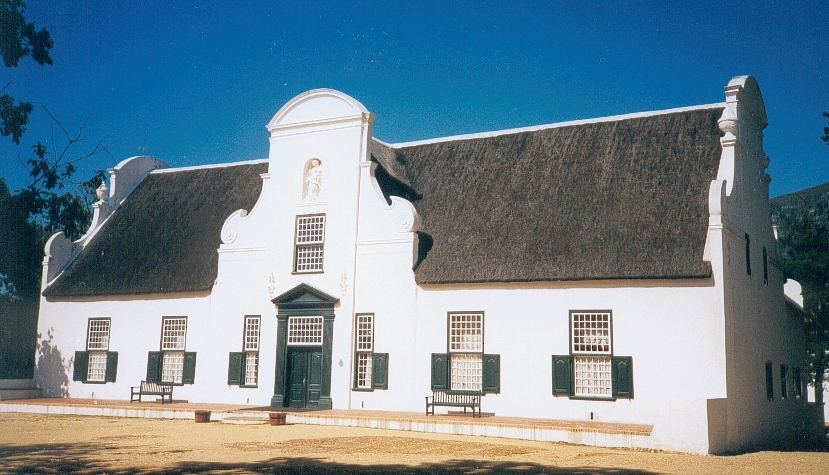
Bodega en la finca Groot Constantia

Tras la muerte de Simon van der Stel en 1712, la finca se dividió en tres partes: Groot (Gran) Constantia, Klein (Pequeña) Constantia y Bergvliet. Bajo la propiedad de Johannes Colijn Klein Constantia continuó siendo un buque insignia del vino del Cabo. En la década de 1770, Groot Constantia fue vendida a un empresario de Stellenbosch llamado Hendrik Cloete, quien replantó los viñedos y reconstruyó las bodegas en un intento por revivir la reputación de la finca. Empleó casi 100 esclavos y los situó en todo el viñedo, encargados de garantizar que ningún insecto se posara en las vides. Fue la dedicación de Cloete (y más tarde la de su hijo, también llamado Hendrik) lo que aumentó el prestigio de la finca y condujo a su rápido descubrimiento por parte de los invasores británicos. En su obra de 1816, Topographie de Tous les Vignobles Connus, el enólogo francés André Jullien incluyó los vinos de Constantia en la categoría más alta de su vassta clasificación de calidad del vino en el mundo. Clasificándolo justo por debajo de los vinos de Tokay, Jullien describió el vino de postre de Constantia como "... entre los mejores vinos de licor del mundo. . "..

## Influencia francesa y holandesa en la elaboración del vino.

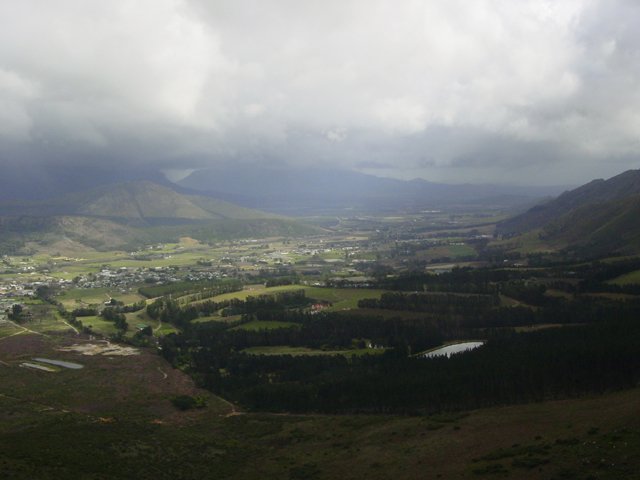
Los hugonotes franceses, que finalmente se establecieron en el valle de Franschoek, aportaron su experiencia en viticultura y vinicultura a la industria del vino sudafricana.

Entre 1688 y 1690, la Colonia del Cabo experimentó una afluencia de hugonotes franceses, obligados a abandonar Francia tras el Edicto de Fontainebleau, que revocó el Edicto de Nantes. Después de forzar inicialmente su integración entre las comunidades de inmigrantes holandeses y alemanes, el gobernador del Cabo, Simon van der Stel, finalmente concedió a los colonos tierras cerca de Boschendal en lo que ahora es Franschhoek, conocido como el "rincón francés". Los hugonotes trajeron consigo su experiencia de viticultura y enología desde su tierra natal. Los descendientes de estos colonos todavía juegan un papel vital en la industria del vino sudafricana, al unir una filosofía vitivinícola del Viejo Mundo con los avances tecnológicos del vino del Nuevo Mundo.
Las notas detalladas de los visitantes de la finca Constantia en el siglo XVIII muestran evidencias de la influencia holandesa en la vinificación sudafricana. Como lo hicieron para los franceses en siglos anteriores, los holandeses introdujeron la técnica de adición de azufre para detener la fermentación antes de que todo el azúcar residual se haya convertido completamente en alcohol. Esto permitía que el vino mantuviera su dulzura sin aumentar el nivel de alcohol, similar a la adición de brandy en la producción de vinos dulces fortificados, otra técnica iniciada por los holandeses. Para vigilar el proceso continuo de fermentación, los enólogos del Cabo escuchaban cerca del agujero del barril de vino en busca de sonidos en el interior, descritos como el ruido que se produciría si el barril estuviera lleno de cangrejos. Cuando el barril estaba completamente silencioso y ya no emitía ruidos de cangrejos, el vino finalmente se trasegaba para clarificarlo y estabilizarlo.

## Bajo el dominio británico
Después de consolidar su dominio sobre Sudáfrica en 1815, los británicos se encontraron con un suministro de vino activo ahora bajo su control. Desde que perdió el control de Aquitania y Burdeos casi 350 años antes, garantizar un flujo constante de vino para el mercado británico había sido una preocupación apremiante para los británicos. En este punto, los vinos de Constantia se habían hecho mundialmente conocidos; entre sus entusiastas en todo el mundo estaban Napoleón (que solicitó varias cajas para su exilio en Santa Elena ) y el restaurado rey francés Luis Felipe I. Los comerciantes estadounidenses intercambiaban con gusto sus esclavos por el famoso vino sudafricano. El público británico se sintió muy alentado por la reducción en los aranceles de importación del vino sudafricano a un tercio de los impuestos al vino portugués, que había disfrutado de aranceles favorables debido al Tratado de Methuen. Con el fácil acceso al lucrativo mercado británico, la industria del vino sudafricana experimentó un período de prosperidad que duraría hasta mediados del siglo XIX.
La mitad del siglo XIX trajo una sucesión de calamidades que paralizaron la industria del vino sudafricana. En 1859 apareció por primera vez el oidio y se extendió rápidamente por el Cabo. Esto fue seguido por una serie de acuerdos en 1860 (especialmente el Tratado Cobden-Chevalier ) entre el gobierno de Gladstone y Francia que redujeron los aranceles preferenciales que habían beneficiado al vino sudafricano en favor de las exportaciones de vino francés. En 1866, la epidemia de filoxera llegó al Cabo, causando una devastación generalizada de la que tardaría más de 20 años en recuperarse.

## Efecto "lago de vino" y la KWV

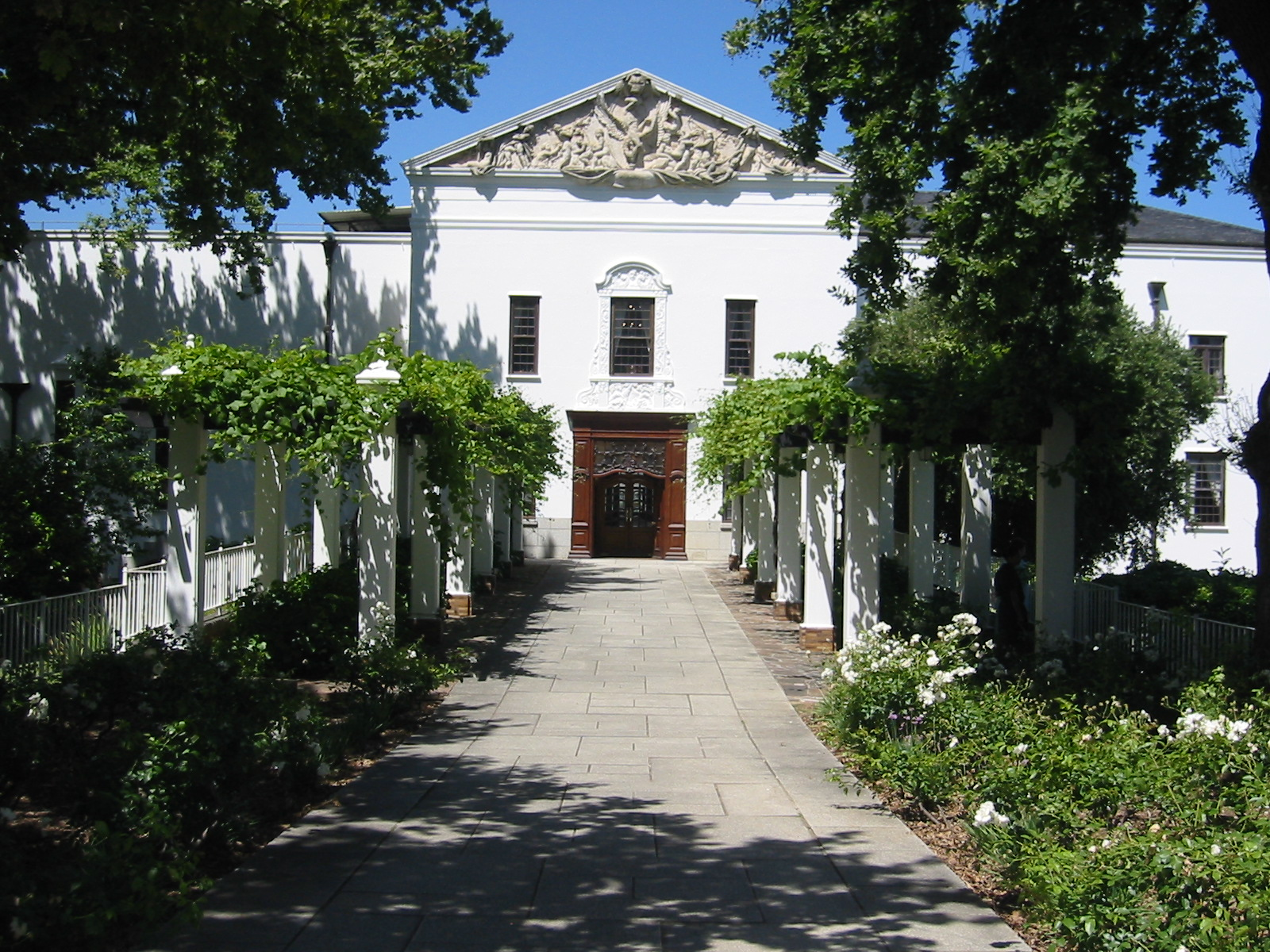
Fundada a principios del para ayudar a estabilizar la industria, la KWV con sede en Paarl se convertiría en una fuerza poderosa de la industria del vino sudafricana.

Después de la devastación de la epidemia de filoxera, muchos productores dejaron de producir vino y optaron por plantar huertos y campos de alfalfa para alimentar la creciente industria de plumas de avestruz. Los productores que replantaron vides eligieron variedades de uva de alto rendimiento como la Cinsaut. A principios de 1900, se habían replantado más de 80 millones de viñas, creando un efecto "lago de vino". Algunos productores llegaban a verter el vino no vendible en ríos y arroyos locales. Para complicar las cosas, todo el mercado mundial del vino se encontraba en medio de una recesión, exacerbada por la Primera Guerra Mundial. Los precios deprimidos causados por este desequilibrio entre la oferta y la demanda llevaron al gobierno sudafricano a financiar la formación de la fKoöperatieve Wijnbouwers Vereniging van Zuid-Afrika Bpkt (KWV) en 1918. Inicialmente comenzó como cooperativa, pero la KWV pronto creció en poder y prominencia hasta que fue capaz de establecer políticas y precios para toda la industria del vino sudafricana. Para hacer frente al excedente de vino, la KWV restringió los rendimientos y estableció unos precios mínimos que alentaron la producción de brandy y vinos fortificados.
Para 1924, casi el 95 % de los propietarios de viñedos pertenecían a la KWV, lo que le permitía ejercer un enorme poder sobre la estructura de precios y la dirección que tomaba la industria del vino sudafricano. La KWV regulaba los derechos de plantación para nuevos viñedos, especificaba variedades de uva permitidas, limitaba los rendimientos de las cosechas, fijaba los métodos de producción e imponía cuotas sobre la cantidad de vino que debía destilarse para la producción de vino fortificado. Si bien las actividades de al KWV consiguieron estabilizar la industria sudafricana, también la estancaron, al limitar la innovación y las mejoras en la calidad. Este estancamiento se vio agravado por el aislamiento que sufrió Sudáfrica durante la era del apartheid.

## Apartheidy fin del aislamiento

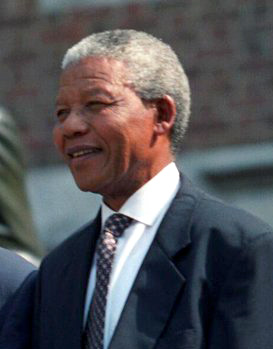
La industria sudafricana del vino estuvo aislada del resto del mundo hasta el fin del apartheid a fines del, anunciada tras la elección de Nelson Mandela.

La experta en vinos Jancis Robinson señala que la historia de la industria sudafricana del vino en el siglo XX muestra cuán íntimamente el vino refleja el cambio social y político. Durante gran parte del siglo XX, la industria vinícola de Sudáfrica recibió muy poca atención en el escenario mundial. Su aislamiento se profundizó aún más por elboicot a los productos sudafricanos en protesta por el sistema de apartheid del país. No fue hasta finales de los años ochenta y noventa, cuando terminó el apartheid y se abrió el mercado mundial de exportación, que los vinos sudafricanos comenzaron a experimentar un renacimiento. Con una curva de aprendizaje muy pronunciada, muchos productores en Sudáfrica adoptaron rápidamente la nueva viticultura y vinificación tecnologías. La presencia de enólogos voladores extranjeros trajo influencias internacionales y se centró en variedades conocidas como Shiraz, Cabernet Sauvignon y Chardonnay. La reorganización de la poderosa cooperativa KWV como empresa privada generó aún más innovación y mejora en la calidad. Los propietarios de viñedos y las bodegas que anteriormente dependían de la estructura de fijación de precios para comprar el exceso de uva para la destilación tuvieron que cambiar su enfoque a la producción de vino de calidad para poder competir. En 1990, menos del 30 % de todas las uvas cosechadas se utilizaban para la producción de vino destinada al mercado de consumo, y el 70 % restante se desechaba, destilaba en brandy o se vendía como uva de mesa y jugo. Para 2003, las cifras habían cambiado, con más del 70 % de las uvas cosechadas ese año llegando al mercado de consumo como vino.
Durante el siglo XXI, la creciente influencia de los negros en la industria del vino trajo un cambio significativo a la industria del vino sudafricana. A través de varios programas de Empoderamiento Económico Negro (BEE), la participación e implicación de los negros en viñedos y bodegas ha aumentado constantemente. En 1997, se fundó en Paarl la primera bodega con participación negra significativa, New Beginnings y fue seguida por Thandi en Elgin. En 2001, Mont Rochelle Mountain Winery en el valle de Franschhoek se convirtió en la primera bodega de propiedad totalmente negra en Sudáfrica cuando fue comprada por Miko Rwayitare, un hombre de negocios de la República Democrática del Congo.